# William Robinson
William Robinson (n. 23 iunie 1870, Airdrie⁠(d), Scoția, Regatul Unit al Marii Britanii și Irlandei – d. 4 iulie 1940, Liverpool, Anglia, Regatul Unit) a fost un înotător ce a reprezentat Regatul Unit al Marii Britanii și al Irlandei de Nord, medaliat olimpic. A participat la o ediție a Jocurilor Olimpice (1908) în care a câștigat o medalie de argint și o medalie de bronz.